# 安迪·里希特
保罗·安德鲁·“安迪”·里希特（英語：Paul Andrew "Andy" Richter，1966年10月28日—），美國演員、作家、喜剧演员和深夜脱口秀節目播报员，因在康納·歐布莱恩在NBC主持的《深夜秀》和《今夜秀》担任老牌播报员而闻名。他还参与了《马达加斯加》系列电影的配音工作，出演情景喜剧《五胞胎》、《安迪·里希特主宰宇宙》和《天才妙探》。

## 早年生活
里希特生于密西根州大急流市，母亲是橱柜设计师格伦达·斯旺森（娘家姓帕尔默），父亲劳伦斯·R·里希特在印第安纳大学教了32年多的俄语，他是夫妇俩四个孩子中的第三个。里希特在伊利诺伊州约克维尔长大，1984年毕业于约克维尔市高中，有着“毕业舞会之王”的称号。四岁时父母离婚，父亲后来成了同性恋。
里希特有着瑞典和德国血统。
20世纪80年代末，里希特在芝加哥哥伦比亚学院读电影专业。在哥伦比亚，他学会了喜剧表演和编剧的基本知识，出演了众多学生电影和视频。1988年离开哥伦比亚后，里希特在芝加哥担任商业片助理制片。1989年参加芝加哥即兴表演奥运会培训班，一年内从学院晋升到“登台演员”。里希特同时是“地下喜剧”和烦恼剧院的成员。
里希特曾为乔纳森·布兰德米尔的电视短剧编剧。
20世纪90年代在烦恼剧院时，制作人吉尔·索洛韦向里希特抛出橄榄枝，出演70年代的情景喜剧《布雷迪生活现场》，逐字逐句表演。该节目获得了全美的关注，后搬到纽约。里希特并不是创始成员，但出演了该剧芝加哥时期的“麦克·布雷迪”一角，并未去纽约。里希特问索洛韦去到纽约能不能继续出演“麦克”，由于索洛韦还没有接班的演员，她同意了。
《布雷迪生活现场》在纽约表演期间，两位烦恼剧院的同事贝丝·卡希尔和梅兰妮·赫休赛尔（在《布雷迪生活真实现场舞台剧饰演玛西亚和扬·布雷迪）被聘为《周六夜现场》的剧组成员。在朋友的提携下，里希特在SNL做幕后，并结识了SNL的编剧罗伯特·斯密戈尔。两年后，斯密戈尔聘请里希特参与他的一档新节目《柯南·奥布莱恩深夜秀》的制作。起初是编剧，1993年节目播出数周后担任柯南·奥布莱恩的搭档，两人产生的强烈默契逐渐清晰，斯密戈尔在排练期间里希特上台加入奥布莱恩，制作人员正调试灯光角度和音效时，注意到了这一点。
7年后的2000年5月26日，里希特离开《深夜秀》。后来他谈到这一决定，“做了这档节目七年，我发痒了（七年之痒）。我的想法是如果你享受着好运，而不是死坐在那儿，并说‘哦，还好吧，只不过钱还不够我用，’时，你应该尝试推动它。你应该看看你的好运会如何的舒展。对此我很好奇。”

## 脱口秀生涯
2009年2月24日，里希特宣布加入柯南·奥布莱恩，在洛杉矶担任《柯南·奥布莱恩深夜秀》播报员。里希特频繁亮相喜剧小品，经常在柯南开场独白时插科打诨。2009年12月中旬，里希特开始在名人访谈时坐在沙发上，就像在《深夜秀》时期做搭档那样。里希特表示他享受再次获得稳定的薪水而不必应付开发电视节目的制片公司的感觉。里希特表示，“如今，我很高兴能回归电视事业，每天晚上做节目，不用等别人请求，等六个月获得他们明确有说服力的说明。然而再为他们从夏威夷归来等一个月，并称，‘是的，我们现在要拍电视了。’感觉我自己就像是频繁进入大楼的水暖工，问‘我能把管道接在一起吗？’，看着我的扳手积满灰尘。”
2010年，柯南推出以自己名字命名的节目，里希特也去了。他再次担任播报员、编剧、固定搭档和小品演员。

## 私生活
里希特的配偶是喜剧女演员兼编剧莎拉·瑟拉，育有两个孩子威廉和门西。瑟拉是邪典喜剧连续剧《带糖的陌生人》的演员，里希特频繁客串该剧。兩人在喜剧中心台系列小品喜剧《正直公民帮》1998年一集中玩糖果屋。
兩人於2019年4月離婚

## 参演作品
- 《穿着鞋子的贝壳马塞尔》（2021）
- 《小鎮滋味》 （2017）
- 《白日梦想家》（2013）
- 《神烦警察》（2013）
- 《马达加斯加3》（2013）
- 《楼上的外星人》（2010）
- 《马达加斯加2：逃往非洲》（2008）
- 《马达加斯加的企鹅》（2008）
- 《半职业选手》（2008）
- 《荣誉之刃》（2007）
- 《天才妙探》（2007）
- 《假如早知道我是个天才》（2007）
- 《我为喜剧狂》（2006）
- 《俏妈新上路》（2006）
- 《马达加斯加》（2005）
- 《识骨寻踪》（2005）
- 《机器鸡》（2005）
- 《喜剧》（2005）
- 《纽约时刻》（2004）
- 《超能狗》（2004）
- 《换人作看看》（2004）
- 《死亡与德克萨斯》（2003）
- 《圣诞精灵》（2003）
- 《老板的女儿》（2003）
- 《猫的报恩》（2002）
- 《神探阿蒙》（2002）
- 《麻烦大了》（2002）
- 《凸槌保险员》（2002）
- 《惊声尖笑2》（2001）
- 《怪医杜立德2》（2001）
- 《盖世傻侠》（2001）
- 《女巫布莱尔2：影子之书》（2000）
- 《浪漫医生》（2000）
- 《囧司徒每日秀》（1996）
- 《臭屁小子》（1994）
- 《德州啦啦队长的故事》（1993）